# 1715
1715 (MDCCXV) fue un año común comenzado en martes según el calendario gregoriano.

## Acontecimientos
- 6 de febrero: España y Portugal firman la Paz de Utrecht.
- 7 de febrero: Embajada persa a Luis XIV.
- 2 de julio: Toma borbónica de Mallorca, último episodio de la Guerra de sucesión española.
- 31 de julio: Hundimiento de la Flota de Indias de 1715.
- 1 de septiembre: Luis XV de Francia accede al trono.
- 20 de septiembre: Francia adquiere la Isla de Mauricio (al este de Madagascar).
- 13 de noviembre: Batalla de Sheriffmuir en el marco de los Levantamientos jacobitas de Gran Bretaña.
- 28 de noviembre: Decretos de Nueva Planta. El Reino de Mallorca se incorpora al Reino de España.
- 24 de diciembre: Felipe V ratifica en Guadalajara su matrimonio con Isabel de Farnesio.

## Nacimientos

### Enero
- 9 de enero: Robert-François Damiens, autor de un intento de asesinato contra el rey Luis XV de Francia (f. 1757).
- 12 de enero: Jacques Duphly, compositor francés (f. 1789).

### Mayo
- 22 de mayo: François-Joachim de Pierre de Bernis, escritor, clérigo y diplomático francés (f. 1794)

### Junio
- 10 de junio: Christian August Crusius, teólogo alemán (f. 1775).

### Octubre
- 8 de octubre: Michel Benoist, jesuita y científico francés (f. 1774).

### Noviembre
- 20 de noviembre: Pierre Charles Le Monnier, destacado astrónomo francés (f. 1799).

## Fallecimientos
- 25 de febrero: Pu Songling, escritor chino (n. 1640).
- marzo: William Dampier, capitán de barco, bucanero y corsario inglés. (n. 1652)
- 28 de julio: Jacobo Kresa, compositor y matemático checo (n. 1648).
- 1 de septiembre: Luis XIV de Francia , el "Rey Sol" (n. 1638)
- 9 de diciembre: Benedetto Gennari el Joven, pintor italiano (n. 1633).
- 13 de octubre:  Nicolas Malebranche, filósofo francés (n. 1638).